# Bushehr Civ / Afb
Bushehr Civ / Afb är en flygplats i Iran. Den ligger i den centrala delen av landet, 800 km söder om huvudstaden Teheran. Bushehr Civ / Afb ligger 20 meter över havet.
Terrängen runt Bushehr Civ / Afb är platt. Havet är nära Bushehr Civ / Afb åt nordväst. Runt Bushehr Civ / Afb är det ganska tätbefolkat, med 222 invånare per kvadratkilometer. Närmaste större samhälle är Bushehr, 2,6 km norr om Bushehr Civ / Afb. 